# 紕咲あゆみ
紕咲 あゆみ（ひざき あゆみ、1985年9月20日 - ）は、日本の元AV女優。
趣味・特技:ショッピング、バレエ

## 略歴・人物
2007年12月にデビュー。

## 出演作品

### アダルトビデオ
- EroCan（2007年12月1日、MOODYZ）
- Super Model's 乱交 Sex Special（2008年1月13日、MOODYZ）…共演:むらさき真珠
- OLコレクション 01（2008年8月22日、プレステージ）
- D+令嬢（2008年9月19日、WEEKENDER）
- 女子校生のディルドオナニー 6（2009年10月23日、オフィスケイズ）他出演:葉月みりあ、ひなのりく、三浦直緒、千野美帆、葉月紗絢

### Vシネマ
- 痴漢（秘）劇場 秘肉の生なぶり（2007年10月5日、竹書房）他出演:佐伯奈々、平子エミリ